# 김주원 (축구 선수)
김주원(金俊洙, 1991년 7월 29일~)은 대한민국의 축구 선수이며 포지션은 수비수이다. 현 성남 FC에서 활약하고 있다. 2019년 김준수에서 개명하였다.

## 구단 경력
김준수는 포항 스틸러스 유소년 팀 산하의 포항제철중학교, 포항제철공업고등학교 축구부를 거쳤으며, 2010 K리그 드래프트에서 포항 스틸러스에 우선지명되었다. 이후 영남대학교에 진학하였다가, 2013년에 포항 스틸러스에 입단하였다.
2013년 3월 13일 AFC 챔피언스리그 2013 조별리그 2차전 FC 부뇨드코르와의 원정 경기에서 후반 10분 노병준과 교체투입 되며 데뷔하였고, 당시 팀은 어린 선수 위주로 출전 명단이 꾸려졌음에도 불구하고 우즈베키스탄 원정에서 2:2 무승부를 기록하며 주목 받았다. K리그에서는 5월 26일, 13라운드 대구 FC와의 경기에서 후반 42분 교체 투입되며 처음으로 그라운드를 밟았고, 6월 1일 14라운드 제주 유나이티드 FC와의 경기에서 처음으로 선발 출전한 데에 이어 데뷔골까지 기록하며 팀의 승리를 이끌었다.
2014, 2015 시즌을 거치며 점차 출전 경기수를 늘려 나갔다. 특히 2015 시즌에는 주 포지션인 중앙수비수가 아닌 오른쪽 풀백으로도 나서 좋은 활약을 보여주었다.
2017 시즌을 앞두고 전남 드래곤즈와의 2년 계약으로 이적하였다.

### 구단 경기 출장 경력
2016년 11월 5일 기준
| 구단          | 시즌 | 리그 | 리그 | FA컵 | FA컵 | 대륙 대회 | 대륙 대회 | 통산 | 통산 |
| 구단          | 시즌 | 출장 | 득점 | 출장 | 득점 | 출장      | 득점      | 출장 | 득점 |
| ------------- | ---- | ---- | ---- | ---- | ---- | --------- | --------- | ---- | ---- |
| 포항 스틸러스 | 2013 | 7    | 1    | 0    | 0    | 1         | 0         | 8    | 1    |
| 포항 스틸러스 | 2014 | 10   | 0    | 0    | 0    | 2         | 0         | 12   | 0    |
| 포항 스틸러스 | 2015 | 18   | 2    | 2    | 0    | -         | -         | 20   | 2    |
| 포항 스틸러스 | 2016 | 22   | 0    | 1    | 0    | 4         | 0         | 27   | 0    |
| 통산          | 통산 | 57   | 3    | 3    | 0    | 7         | 0         | 67   | 3    |

## 수상

### 클럽
포항 스틸러스
- K리그
  - K리그 클래식 2013 우승
- FA컵
  - FA컵 2013 우승

아산 무궁화
- K리그
  - K리그2 2018 우승